# Molla a forza costante

Grafici del carico rispetto all'estensione delle molle a forza costante rispetto alle molle ideali

Una molla a forza costante ideale è una molla per la quale la forza che essa esercita nel sua escursione di moto è una costante, cioè non obbedisce alla legge di Hooke. Nella realtà, le "molle a forza costante" non forniscono una forza veramente costante e vengono costruite da materiali che obbediscono alla legge di Hooke.
Generalmente le molle a forza costante vengono costruite come un nastro arrotolato di acciaio armonico in modo tale che la molla sia arrotolata quando è rilassata.
L'approssimazione di "forza costante" deriva da una lunga escursione e da una posizione di riposo precaricata, in modo che la forza iniziale non parta da zero ma da un valore finito. Per variazioni relativamente piccole intorno a questa posizione iniziale la forza è approssimativamente costante. 